# Conflictos entre pastores y agricultores en Nigeria
Los conflictos entre pastores y agricultores en Nigeria son una serie de disputas por los recursos de tierras entre los pastores fulani, en su mayoría musulmanes, y agricultores, en su mayoría cristianos, en Nigeria. Si bien el conflicto tiene razones económicas y ambientales subyacentes, también ha adquirido dimensiones religiosas y étnicas. Miles de personas han muerto desde que comenzaron estos ataques.

## Trasfondo

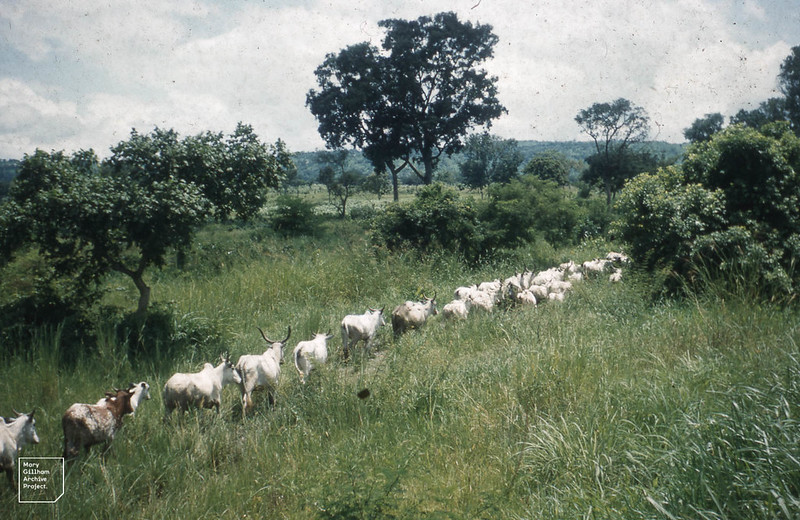
Archivo de ganado a través de la todavía verde sabana en Bosso en su camino a Lagos, en 1960

Desde la fundación de la Cuarta República de Nigeria en 1999, la violencia entre agricultores y pastores ha matado a más de 19 000 personas y ha desplazado a cientos de miles más. Siguió una tendencia en el aumento de los conflictos entre agricultores y pastores en gran parte del Sahel occidental, debido a una expansión de la población agrícola y la tierra cultivada a expensas de los pastizales; deterioro de las condiciones ambientales, la desertificación y la degradación del suelo; el crecimiento de la población;la ruptura de los mecanismos tradicionales de resolución de conflictos de disputas por la tierra y el agua; y la proliferación de armas pequeñas y delincuencia en las zonas rurales.La inseguridad y la violencia han llevado a muchas poblaciones a crear fuerzas de autodefensa y milicias étnicas y tribales, que se han involucrado en una mayor violencia. La mayoría de los enfrentamientos entre agricultores y pastores se han producido entre pastores musulmanes fulani y agricultores cristianos, lo que ha exacerbado las hostilidades étnico-religiosas.
Los conflictos entre agricultores y pastores pueden entenderse como un problema de acceso a la tierra. El comienzo del siglo XXI fue testigo de una expansión de la población agrícola y su tierra cultivada a expensas de los pastizales en el Cinturón Medio. En una región que ya es políticamente inestable, nunca siempre ha sido posible obtener un título legal sobre la tierra para cada agricultor. Como resultado, las rutas de trashumancia de los pastores ya no estaban disponibles, especialmente en un contexto de calentamiento global.
El deterioro de las condiciones ambientales, la desertificación y la degradación del suelo han llevado a los pastores fulani del norte de Nigeria a cambiar sus rutas de trashumancia. El acceso a pastizales y abrevaderos en el Cinturón Medio se volvió esencial para los pastores que viajaban desde el norte del país. A menudo se asume que el cambio climático es el motor del conflicto, pero estudios recientes sugieren que el cambio climático no causa automáticamente el conflicto, pero sin embargo ha cambiado el patrón de migración de los pastores. Las regiones vulnerables al cambio climático (regiones del norte) experimentan menos conflictos entre agricultores y pastores y luchas entre agricultores y pastores menos intensas. Se argumenta que las diferencias de identidad entre los grupos de agricultores y pastores deben considerarse en la explicación del mecanismo del nexo de conflicto entre el cambio climático, el agricultor y el pastor.

## Historia
Los conflictos entre agricultores y pastores se han producido en regiones inestables desde la década de 2000. Los conflictos urbanos en Jos y Kaduna han sido particularmente violentos y, a pesar de los violentos enfrentamientos con las autoridades, sus causas nunca se han abordado políticamente. Es posible que los conflictos no se hayan abordado adecuadamente porque las autoridades tradicionales no han cumplido su papel en los asentamientos de la era colonial.
El gobierno de Nigeria no ha estado dispuesto a abordar las causas de la crisis. Luchando contra Boko Haram en el noreste y enfrentando niveles crecientes de violencia en diferentes regiones del país, el gobierno ha tratado de implementar algunas medidas Desde 2012, ha habido proyectos para crear corredores de trashumancia a través del Cinturón Medio. En su mayoría apoyados por los legisladores del Norte y con la oposición de sus homólogos del Sur, estos esfuerzos rara vez han tenido éxito. En 2019, el presidente Muhammadu Buhari intentó crear asentamientos en áreas de pastoreo rural (RUGA). Su propuesta fue recibida con feroces críticas.